# Mieścisko
Mieścisko è un comune rurale polacco del distretto di Wągrowiec, nel voivodato della Grande Polonia.
Ricopre una superficie di 135,62 km² e nel 2007 contava 5 921 abitanti.